# Florian Vlashi

## Breve Biografía
Nació en Durres (Albania) en 8 de noviembre de 1963. Empezó los estudios de violín a la edad de 6 años. Su padre, escritor y director de teatro muy conocido, Gjergj Vlashi tuvo un papel decisivo en el futuro de su hijo.
Estudia con V. Papa, R. Stefi, I. Madhi y obtuvo por la Academia de Bellas Artes de Tirana el primer puesto por unanimidad. En 1989 gana el Primer Premio en el Concurso de Solistas y de Orquestas Sinfónicas de Albania. Este mismo año fue director y solista de la Orquesta de Cuerda “Jan Kukuzeli”con la que realizó muchos conciertos y grabaciones para la RTVA, y su primera gira de conciertos por Italia.
Desde 1992 es miembro de la Orquesta Sinfónica de Galicia, perfeccionándose con G. Egger ( Bachakademi Stuttgart ) y L. Múller ( Concertino de la Orquesta de Camera de Viena ). Su actividad se extiende a la pedagogía , publicaciones sobre la estética interpretativa y actividades como conferenciante ( Conservatorio Superior, Universidad de La Coruña, Universidad de Santiago, Universidad de Rioja – Logroño etc ). 
Ha sido invitado a tocar en la inauguración de la temporada de conciertos del Centro de Arte Moderno REINA SOFIA, Fundación JUAN MARCH, Auditorio Nacional de Música de Madrid, CAIM –Salamanca, CAI- Zaragoza, en la Academia de España en Roma, Instituto Cervantes en Nápoles, Estate Musicale Maffeiana enVerona, Prístina, Suiza, Sao Paulo, Montevideo etc. y en muchos festivales de música de La Coruña ( Festival Mozart ), Santiago, Vigo, Bilbao, y colaborando como solista con el Plural Ensemble de Madrid.Compositores como E. Buharaja, C. López García, J. Vara, X. De Paz, P. Pereiro, D. Malumbres, J. Durán, F. Buide del Real, A. Koci, W. Rosinskij le han dedicado obras suyas. 
En 1999 salió al mercado su CD “Andrés Gaos - Integral para violín y piano” y en julio del mismo año, la televisión albanesa realizó el documental “Florian Vlashi – el violín albanés en España“. Es creador y director artístico del Festival del verano “Netet e muzikes klasike – Durres” (2003 ). 
En el año 2002 la Asociación Gallega de Compositores le nombró “Socio Protector”. En el mismo año se nombra profesor del Departamento de Cuerdas en el Conservatorio de Betanzos donde dirige actualmente la Camerana Brigantina – La Joven Orquesta de Cámara ( Betanzos ). 
Desde 1996 es creador y director del Grupo Instrumental SIGLO XX que está integrado por solistas de la Orquesta Sinfónica de Galicia estrenando más de 80 obras de autores en mayor parte españoles, algunas encargo del propio grupo. Sus conciertos han sido trasmitidos por Radio Clásica de Radio Nacional de España, por la TVE 2 y por el Canal Internacional de España. Más información en www.grupoinstrumentalsigloxx.com

## Críticas
" Una persona sin la cual la música contemporánea en Galicia no seria lo que es, a una persona que cree en la música actual y en los compositores que ejercen su labor en nuestro país." 
Paulino Pereiro - sobre la Sonata n.º 2 Vlashiana 
" Una de las ventajas de contar con una gran orquesta como la Sinfónica de Galicia es que está formada por músicos de gran categoría como Florian Vlashi,...(Su recital) fue un concierto realmente magnífico." 
Enrique Sacau - Coruña cosmopolita 
" Hay en su interpretación una sobresaliente ejecución técnica con una expresividad y emotividad muy adecuadas. Su digitación es inmaculada y los pasajes más virtuosísticos los afronta con una naturalidad y confianza impresionante. 
Técnicamente la lectura de Vlashi me ha parecido deslumbrante." 
Paco Yañez - Convicción y compromiso 
Más críticas en   www.grupoinstrumentalsigloxx.com//crítica Archivado el 27 de septiembre de 2013 en Wayback Machine.
- Datos: Q5409944